# Verneuil-sous-Coucy
Verneuil-sous-Coucy è un comune francese di 133 abitanti situato nel dipartimento dell'Aisne della regione dell'Alta Francia.

## Società

### Evoluzione demografica
Abitanti censiti